# Saint-Jean (Jersey)
Pour les articles homonymes, voir Saint-Jean.
Saint-Jean (anglais: St John) est une des douze paroisses de Jersey qui se situe presque 7.3 km au nord de Saint-Hélier sur le côté nord de l'île. Elle a une superficie de 8.7 km2. 
La paroisse est majoritairement rurale. Il y a deux villages principals: le village de Saint-Jean et le village de Sion.

## Géographie

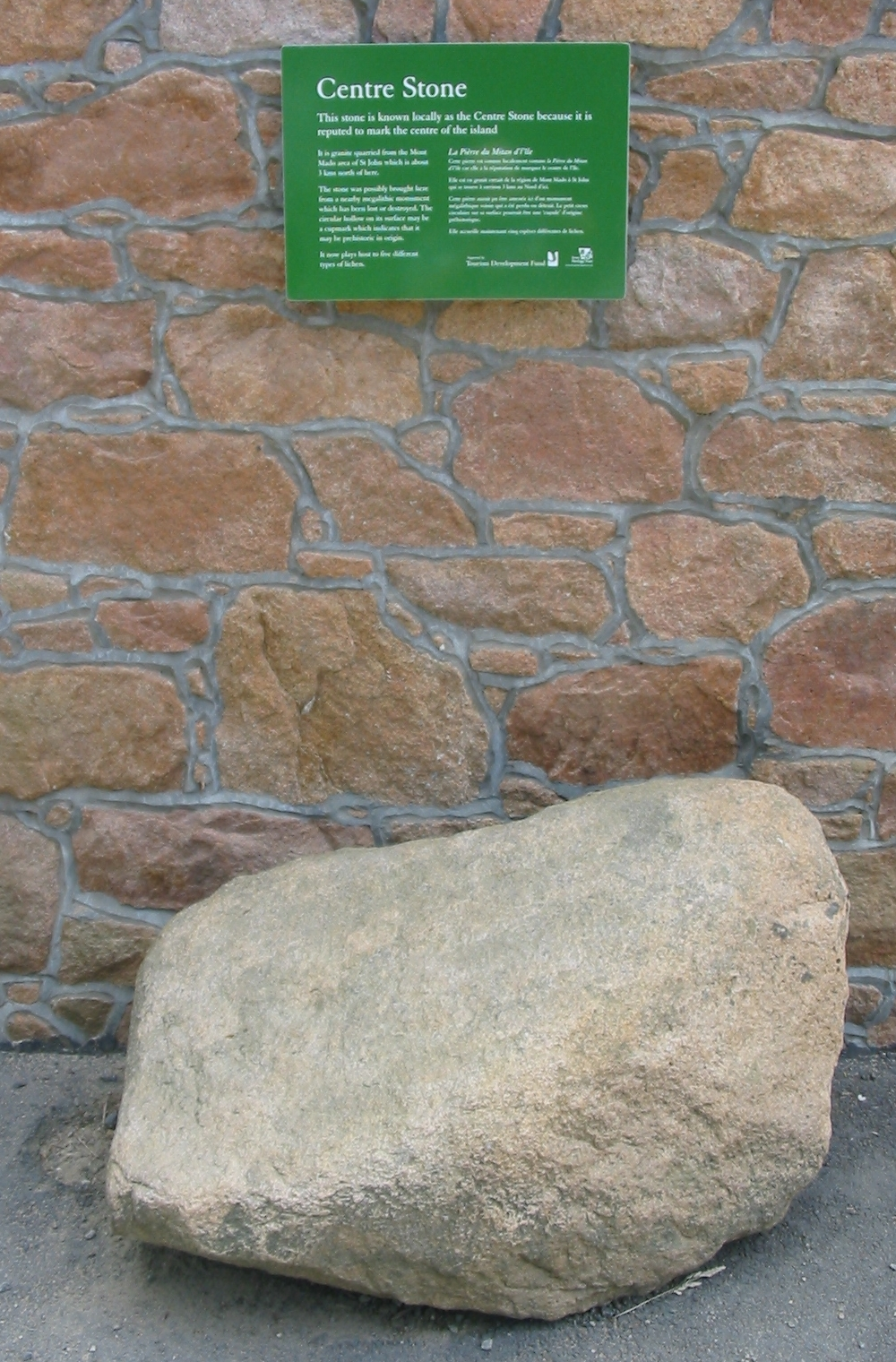
On considère traditionnellement la « pierre du centre » située à Sion comme le centre de l’île, bien qu’elle soit loin du centre géographique établi par les calculs modernes. Il se peut que cette pierre préhistorique ait été amenée d’un dolmen voisin aujourd’hui disparu.

Situé au nord de Jersey, Saint-Jean touche à Sainte-Marie à l’ouest, à La Trinité à l’est et à Saint-Laurent et Saint-Hélier au sud.
Elle est une communauté majoritairement rurale. Son village a un pub, un petit zone commerciale, l'église de la paroisse, l'école primaire et la salle paroissiale.
Les falaises sur la côte nord ont les meilleures vues de Jersey. Saint-Jean dispose, après La Trinité, du deuxième point le plus élevé de Jersey avec le mont Mado (144 mètres). Le territoire de la paroisse recouvre une surface de 4 846 vergées (8,7 km2).
La route principale du paroisse est la route A9, qui relie Saint-Jean et Sion à Saint-Hélier. La route est composée de la Grande Route de Saint-Jean, la Rue Militaire et la Route des Issues. Les autres routes principales comprennent la route A10 qui va à Saint-Laurent et la route B33 qui va à Sainte-Marie.

## Vingtaines
Saint-Jean est administrativement divisé en trois vingtaines comme suit :
- La Vingtaine du Nord, de Saint-Jean (La Vîngtaine du Nord en jersiais) ;
- La Vingtaine de Hérupe (La Vîngtaine dé Hérupe en jersiais) ;
- La Vingtaine du Douet (de Saint-Jean) (La Vîngtaine du Dou en jersiais).

Constituant un district électoral, Saint-Jean élit un député.

## Démographie
Saint-Jean est, avec seulement 2 911 résidents en 2011, la deuxième paroisse la moins peuplée de Jersey.
| 2 440                    | 2 520 | 2 618 | 2 911 |
| Statistiques depuis 1991 |       |       |       |